# Čaglavica
Čaglavica (se citește Ceaglavița) (în chirilică Чаглавица) este un sat și o enclavă sârbă în apropiere de Priștina, Kosovo.
Mare parte din sat este situat în sudul municipiul Priștina, o mică parte în Gračanica. Este amplasat la nord de Laplje Selo.
Pe 15 martie 2004, un tânăr de 18 ani, Jovica Ivici, a fost împuscat din mașină, provocând un protest al locuitorilor sârbi prin demonstrații și blocarea traficului. Acest eveniment a dus la o serie de frământări etnice între sârbi și albanezi, cel mai violent episod de la sfârșitul Războiului din Kosovo.